# Ma'ale Chever
Ma'ale Chever též Pnej Chever (hebrejsky מַעֲלֵה חֶבֶר, doslova „Svah Cheveru“ podle stejnojmenného nedalekého údolí a občasného vodního toku Nachal Chever, nebo פְּנֵי חֶבֶר, v oficiálním přepisu do angličtiny Pene Hever, přepisováno též Pnei Hever nebo Ma'ale Hever) je izraelská osada typu společná osada (jišuv kehilati) na Západním břehu Jordánu v distriktu Judea a Samaří a v Oblastní radě Har Chevron.

## Geografie
Nachází se v nadmořské výšce 740 metrů v jihovýchodní části Judska a Judských hor respektive na pomezí jižní části Judských hor nazývané Hebronské hory (Har Chevron) a Judské pouště. Ma'ale Chever leží cca 8 kilometrů jihovýchodně od centra Hebronu, cca 32 kilometrů jižně od historického jádra Jeruzalému a cca 75 kilometrů jihovýchodně od centra Tel Avivu. Osada je na dopravní síť Západního břehu Jordánu napojena pomocí místní silnice číslo 356, která vede k aglomeraci Hebronu a Kirjat Arba a napojuje se na silnici číslo 60, hlavní severojižní dopravní osu Judska.
Ma'ale Chever je izolovanou židovskou vesnicí ležící téměř 15 kilometrů za Zelenou linií oddělující Západní břeh Jordánu od Izraele v jeho mezinárodně uznávaných hranicích. Osada je obklopena prstencem palestinských sídel. Pouze na jihovýchodě je relativně neobydlená pouštní krajina a na severozápadě úzký koridor napojující Ma'ale Chever na okolí Kirjat Arba.

## Dějiny
Ma'ale Chever leží na Západním břehu Jordánu, jehož osidlování bylo zahájeno Izraelem až po jeho dobytí izraelskou armádou, tedy po roce 1967. Vesnice vznikla roku 1982. 7. března 1982 izraelská vláda rozhodla, že tu vznikne osada typu nachal tedy kombinace vojenského a civilního osídlení. Nazývaná byla Ma'ale Chever. 21. září 1982 vláda odsouhlasila výstavbu této osady, nyní nazývané pracovně Jakin (Yaqin). Výhledově měla mít kapacitu 250 rodin. V roce 1982 zde skutečně byla založena osada typu Nachal. 24. srpna 1983 byla převedena na ryze civilní sídlo a zároveň zde došlo k otevření synagogy. Zatímco obyvatelé svou obec nazývají Ma'ale Chever, vláda ji oficiálně registruje pod jménem Pnej Chever.
V roce 1990 obyvatelstvo posílil příchod skupiny aktivistů z Hebronu, z okruhu ješivy Šavej Chevron (שבי חברון). Ti zde v roce 1992 založili novou malou ješivu, tedy ústav náboženských studií. K ní v roce 1998 přibyla i ženská obdoba ješivy (midraša), Midrešet Ma'ale Chever. V letech 1992–1995 v době vlády Izraelské strany práce byla výstavba v této osadě pozastavena, ale pak koncem roku 1995 tu začala výstavba prvních zděných domů.
Detailní územní plán zde počítal s výhledovou kapacitou 230 bytových jednotek, z nichž cca 130 ještě nebylo postaveno. V osadě jsou k dispozici zařízení předškolní péče o děti. Základní škola je v Kirjat Arba. V Kirjat Arba je také nutno zařizovat nákupy, protože v Ma'ale Chever není obchod. V osadě ale funguje veřejná knihovna, synagoga a mikve.
Počátkem 21. století nebyla osada pro svou izolovanou polohu ve vnitrozemí Západního břehu Jordánu stejně jako téměř celá oblast Oblastní rady Har Chevron zahrnuta do Izraelské bezpečnostní bariéry. Během Druhé intifády nedošlo v osadě k vážnějším teroristickým útokům.

## Demografie
Obyvatelstvo obce Ma'ale Chever je v databázi rady Ješa popisováno jako nábožensky založené. Podle údajů z roku 2014 tvořili naprostou většinu obyvatel Židé (včetně statistické kategorie "ostatní", která zahrnuje nearabské obyvatele židovského původu ale bez formální příslušnosti k židovskému náboženství).
Jde o menší obec vesnického typu s dlouhodobě rostoucí populací. K 31. prosinci 2014 zde žilo 423 lidí. Během roku 2014 populace klesla o 1,9 %.
| Rok            | 1993 | 1994 | 1995 | 1996 | 1997 | 1998 | 1999 | 2000 |
| -------------- | ---- | ---- | ---- | ---- | ---- | ---- | ---- | ---- |
| Počet obyvatel | 104  | 98   | 121  | 238  | 256  | 267  | 266  | 304  |

| Rok            | 2001 | 2002 | 2003 | 2004 | 2005 | 2006 | 2007 | 2008 | 2009 | 2010 | 2011 | 2012 | 2013 | 2014 |
| -------------- | ---- | ---- | ---- | ---- | ---- | ---- | ---- | ---- | ---- | ---- | ---- | ---- | ---- | ---- |
| Počet obyvatel | 339  | 355  | 376  | 377  | 375  | 392  | 396  | 421  | 370  | 379  | 378  | 398  | 431  | 423  |